# Victor oder Die Kinder an der Macht
Victor oder Die Kinder an der Macht ist ein surrealistisches Theaterstück von Roger Vitrac. Die Uraufführung erfolgte 1928 unter dem Originaltitel „Victor ou les Enfants au pouvoir“.

## Rollen
- Emilie Paumelle: Victors Mutter
- Charles Paumelle: Victors Vater
- Victor Paumelle: Ein Wunderkind
- Thérèse Magneau: Esthers Mutter / Geliebte
- Antoine Magneau: Esthers Vater / Hahnrei
- Esther Magneau: Kuckuckskind
- General Etienne Lonsegur: Freund der Familie Paumelle
- Ida Totemar: Eine Besucherin
- Lili: Das Mädchen
- Eine Grande-Dame
- Ein Arzt

## Inhalt
Victor ist ein „schrecklich intelligenter“ Junge, der vor allem seinen Vater Charles bei der Feier seines neunten Geburtstages zur Verzweiflung treibt, indem er gemeinsam mit seiner sechsjährigen Freundin Esther das Verhältnis zwischen seinem Vater und ihrer Mutter Therése aufdeckt. Auch dem Hausmädchen Lili, die als erste Victors hinterhältige Art zu spüren bekommt, sagt er eine Liaison mit seinem Vater nach. Leidtragende dieser bloßgestellten Verhältnisse ist vor allem Victors Mutter Emelie, die fast tatenlos zusehen muss, wie ihre scheinbar heile Familienwelt zerstört wird. Verrückt, aber vielleicht der einzig Durchblickende ist Theréses Ehemann Antoine, der sich selbst als Hahnrei bezeichnet und somit die vorherrschende Lage klar erkennt. Doch nicht nur die Eltern werden zu Opfern. Auch der gutmütige General und alte Freund des Hauses, Etienne Lonsegur, wird verhöhnt und zur Freude Victors degradiert. Ebenso erliegt die absurd anmutende Besucherin Ida Totemar dem kindlichen Charme Victors, bis dieser auch sie vor den Augen des Publikums erniedrigt. Allein die pantomimische Rolle der Grande Dame und der Arzt, der die letzten Minuten von Victors Leben begleitet, bleiben verschont.

## Hintergrund des Stückes
Vitracs surrealistisches Stück ist eine Parodie auf die biederen Salonstücke seiner Zeit. Man findet hier das typische Personal. Doch Vitrac verdreht die Rollen. Der an seinem 9. Geburtstag schon zwei Meter große Victor zerstört die idyllische Welt der Erwachsenen und bringt ihr Lügenkonstrukt zum Einstürzen. Roger Vitrac greift dabei für die Franzosen empfindliche Themen auf. Im Mittelpunkt steht der Deutsch-Französische Krieg 1870/71. Antoine Magneau, der durch den Krieg seinen Verstand verloren hat, klagt den Marschall François-Achille Bazaine an und referiert dessen Lebensgeschichte inmitten der Feierlichkeiten. Auch die kriegsentscheidende Niederlage Napoléons III. in Sedan ist Thema seiner Ansprachen. So dringt der Wahnsinn des Kriegs immer wieder in die Feierlichkeiten ein. Dies ist natürlich ein gefundenes Fressen für den General, denn der möchte aus Victor gleich einen Kürassier machen.
Auch Kirchenkritik kann man aus dem Stück herauslesen. Charles nämlich macht emotional sehr aufgewühlt deutlich, dass sein Sohn niemals ein „Pfaffenknecht“ werde. Er begründet dies damit, aus einer Familie zu stammen, die schon seit Generationen Republikaner seien.
Neben sprechenden Namen (z. Bsp. frz. paumelle: Türangel; zu magneau vgl. agneau: Lamm) verwendet Vitrac auch Wortspiele; der Name des Marschalls Bazaine erinnert daran, dass die Schlacht von Sedan im Kampf um Bazeilles entschieden wurde, und es gibt im Stück die Befürchtung, dass Esther ins Bassin fällt.

## Inszenierungen (Auswahl)
- 1928: Uraufführung durch Antonin Artaud
- 1962: Jean Anouilh im Théâtre de l’Ambigu-Comique, Paris
- 1977: Hans Neuenfels am Burgtheater Wien
- 1987: Rolf Winkelgrund am Maxim-Gorki-Theater Berlin[1]
- 2016: Moritz Sostmann am Schauspiel Köln[2]

## Ausgaben
- Victor ou les enfants au pouvoir. Paris : Gallimard, 1988 ISBN 2-07-070061-5
- Deutsche Übersetzung beim VDB